# Консепсьон-де-Буэнос-Айрес
Консепсьо́н-де-Буэ́нос-А́йрес (исп. Concepción de Buenos Aires) — посёлок в Мексике, в штате Халиско, входит в состав одноимённого муниципалитета и является его административным центром. Численность населения, по данным переписи 2020 года, составила 5113 человек.

## Общие сведения
Название поселения составное: Concepción относится к покровительнице местности — Деве Марии и её непорочному зачатию (лат. Immaculata conceptio), а Buenos Aires, дословно с испанского — чистый воздух, относится к чистому сосновому воздуху в данной местности.
В 1865 году приходской священник обратился к владельцам латифундии об основании деревни на равнине Сан-Себастьян, чтобы там была церковь для обслуживания прихожан. Владельцам и местным жителям эта идея понравилась и 3 мая 1869 года поселение было основано.
10 марта 1888 года Консепсьон-де-Буэнос-Айрес становится административным центром одноимённого муниципалитета.
Он расположен в 120 км к югу от столицы штата, города Гвадалахара, вблизи региональной автодороги 405.

## Население
| Год  | Численность | Численность |
| ---- | ----------- | ----------- |
| 2000 | 4530        | [ 7 ]       |
| 2010 | 4744        | [ 8 ]       |
| 2020 | 5113        | [ 9 ]       |